# Antonia Hausmair
Antonia Hausmair (* 1995 in Wien) ist ein österreichisches Model. Sie gewann die vierte Staffel bei Austria’s Next Topmodel im Jahre 2012.

## Leben
Antonia Hausmair war mit 16 Jahren die Jüngste der Finalistinnen von Austria’s Next Topmodel 4. Sie war Schülerin der Tourismusschule am Semmering; als Siegerin der vierten Staffel erhielt die Burgenländerin einen Vertrag mit der Agentur Wiener Models, kam auf das Cover von Woman und machte eine Werbekampagne für Kornmesser. Sie wurde in New York zur Siegerin der Show gekürt. Derzeit arbeitet sie neben ihrer Modelkarriere bei der Wiener Kreativagentur beatframes.